# Moro United
Maillots
Le Moro United est un club de football tanzanien basé à Morogoro.

## Palmarès
- Coupe CECAFA
  - Finaliste en 2006